# Biy
El Biy, Bi, By o Byi era un cap tribal o de clan principalment entre els uzbeks de l'Àsia central entre els segles xvi i xx. Al Kanat de Khivà el biy era el que en batalla se situava a la dreta del kan.